# Henryk de Saint-Rémy
Henryk de Saint-Rémy (ur. 1557, Paryżu  – zm. 14 lutego 1621, w Paryżu) - naturalny syn Henryka II, króla Francji, i założyciel linii hrabiów de Saint-Rémy. 

## Dzieje
Był nieślubnym synem Henryka II Walezujsza, króla Francji, z jego związku z Nicole de Savigny. Nazywano go Bastardem d'Angouleme. Sam tytułował się pierwszym baronem de Fontette et d'Essoyes. W 1592 ożenił się z Christine de Luze (zm. 1636). Ze związku tego miał kilkoro dzieci:
- Franciszka I (1595–1648), drugiego barona Fontette, mężą Charlotte Marguerite de Mauleon,
- Jakuba (1599–1621),
- René I (1606–1663), trzeciego barona Fontette, męża Jacqueline de Brevot i ojca:
  - René II (1636–1674), czwartego barona Fontette, męża Marie de la Marck,
  - Henriego (1637–1692), pana Noes, męża Marie de Mullot,
  - Remy Sebastiana (1639–1674), męża (1) ... de Colne, (2) Cleophile d'Anglure,
  - Pierre'a (1644–1648),
  - Charlesa François (1646–?), męża Barbe d'Anglure,
  - Pierre'a (1648–1694), męża Jeanne Felix,
  - Pierre'a Jeana (1649–1714), pana Luze, męża (1) Renée Marguerite de Courtels, (2) Mariede Mullot,
- Marię Małgorzatę, od 1621 żonę Joachima de Marron, barona de Cullee,

Po śmierci Henryk de Saint-Rémy został pochowany w paryskim kościele St. Suplice.

## Potomkowie
Prawnuczką Pierre'a Jeana de Valois-Saint-Rémy (najmłodszego syna René II, który był najstarszym synem René I) była słynna hrabina Joanna de Saint-Rémy, negatywna bohaterka afery naszyjnikowej, posługująca się tytułem hrabiny de La Motte.

## Literatura
- Europäische Stammtafeln. Stammtafeln zur Geschichte der europäischen Staaten, Bd III, Teilband 2, Marburg 1983, Taf. 308A.